# Isola di Fraser
L'isola di Fraser (in lingua aborigena locale K'gari (lett. 'Paradiso'), in inglese Fraser Island) è la più grande isola di sabbia al mondo, con una superficie di 1.840 km². Nel 1992 è stata inserita tra i patrimoni dell'umanità dell'UNESCO. 
L'isola si trova al largo della costa orientale dello Stato del Queensland, in Australia, a circa 300 km di distanza dalla città di Brisbane. Insieme con l'isola di Cooloola forma la "grande regione sabbiosa", estesa per circa 175 km in direzione nord-sud con una larghezza massima di 25 km e un'altitudine mai superiore ai 260 metri sul livello del mare. L'area è tutelata come parco nazionale e rientra nel Great Sandy National Park. Nel censimento del 2021, l'isola aveva una popolazione di 152 abitanti.  Fino a 500.000 persone visitano l'isola ogni anno.
L'isola fa parte delle terre tradizionali del popolo Butchulla, sotto il nome tradizionale di "K'gari". I coloni europei che arrivarono nel 1847 chiamarono l'isola "Fraser Island" in onore del capitano James Fraser, signore del castello di Stirling, che naufragò e morì sull'isola all'inizio di agosto del 1836. Il 7 giugno 2023, l'isola è stata ufficialmente rinominata K'gari dal governo statale.

## Accesso e turismo
L'isola può essere raggiunta tramite traghetto dalla baia di Hervey o tramite volo charter dal Sunshine Coast Airport. Come trasporti sono ammessi solo mezzi con quattro ruote motrici.
Con l'eccezione di una minuscola striscia nell'insediamento di Eurong, sull'isola non esistono strade asfaltate. Per spostarsi si usano i sentieri sabbiosi dell'interno dell'isola e la spiaggia orientale, che funge da "autostrada" e anche da pista di atterraggio per piccoli aerei turistici. A causa delle forti maree, la spiaggia è spesso coperta d'acqua e inaccessibile alle auto per lunghe ore.

## Geografia
L'isola di Fraser ha la seconda concentrazione di laghi in Australia dopo la Tasmania, contandone più di cento. Quaranta di questi laghi sono "laghi di duna" (perched dune lakes), il che rappresenta la metà di laghi di questo genere al mondo. Il lago Wabby è il più profondo dell'isola, formato dalla duna di Hammerstone che, con il suo avanzamento, lo sta lentamente facendo sparire.
Nel complesso, i laghi dell'isola sono tra i più puliti laghi di acqua dolce di tutto il mondo. Un'area molto turistica è il lago McKenzie che si trova nell'entroterra del piccolo paese di Eurong. Si tratta di un lago formato grazie alla sabbia compatta e dai materiali vegetali a 100 m s.l.m. Il lago McKenzie ha una superficie di 150 ettari ed è profondo poco più di 5 metri. La spiaggia è composta da silice quasi puro. I laghi hanno molto poche sostanze e un pH variabile.
Eli Creek è il più grande ruscello della costa orientale dell'isola con un flusso di 80 milioni di litri d'acqua al giorno. Vi è una passerella in riva al mare per i turisti che desiderano risalire il suo corso e poi ridiscenderlo a nuoto.
Un'altra popolare attrazione turistica è Central Station. La zona è circondata da piccoli sentieri per consentire il pieno apprezzamento della varietà di piante che vivono sull'isola. Alcune delle più rare felci crescono vicino alla foresta pluviale vicino alla stazione. Durante l'anno i venti provenienti da sud-est fanno muovere le dune di 1-2 metri rendendo così la sabbia estremamente ricca di sostanze nutritive. Nonostante le dimensioni, sull'isola non esistono città propriamente dette.

## Storia

### Origini del nome
Il nome K'gari è in lingua butchulla e significa "paradiso". La comunità Butchulla non è sopravvissuta alla colonizzazione europea.
Il nome dell'isola Fraser proviene da Eliza Fraser e dalla sua storia di sopravvivenza da un naufragio sull'isola. Il capitano James Fraser e sua moglie, Eliza, giunsero sull'isola nel 1836 in seguito al naufragio della nave Stirling Castle. Il capitano Fraser morì mentre sua moglie, salvatasi, andò in giro per l'Inghilterra e l'Australia a raccontare la storia in cambio di denaro. È noto che ci sono varie differenti versioni della storia ma non si sa quale sia la più esatta.

### Aborigeni australiani
Ricerche archeologiche ed elementi di prova dimostrano che gli aborigeni australiani hanno occupato l'isola da almeno 5000 anni fa. Vi era una popolazione permanente di 400-600 persone che crescevano fino a 2000-3000 nei mesi invernali per l'abbondanza cibo fornito dal mare. L'arrivo da parte dei coloni europei ebbe conseguenze disastrose per la popolazione Butchulla. I primi incidenti tra australiani aborigeni ed europei si verificarono in seguito al naufragio della Stirling Castle. A partire dal 1840 gli insediamenti europei finirono col prevaricare la popolazione aborigena sopraffatta dalle armi da fuoco, dalle malattie e dalla mancanza di cibo. Nel 1890 gli aborigeni furono ridotti a soli 300 persone. La maggior parte degli aborigeni rimasti, la tribù butchulla, furono trasportati nelle missioni a Yarrabah e a Durundur nel Queensland.

### Coloni europei
I primi contatti europei con l'isola erano limitati a esploratori e naufraghi. Il primo europeo a far visita all'isola fu James Cook che passò lungo la costa dell'isola tra il 18 e il 20 maggio 1770. Matthew Flinders navigò vicino all'isola nel 1799 e di nuovo nel 1802. Egli tracciò carte del territorio ma non confermò che fosse separato dalla terraferma. Nel 1836, un certo numero di sopravvissuti dal naufragio dello 'Stirling Castle' vissero per circa sei settimane sull'isola prima di essere tratti in salvo.

### Disboscamento e industria mineraria
A Fraser gli alberi sono stati ampiamente tagliati per l'eccellente legname. Il taglio ha avuto luogo a partire dal 1863, da parte dell'americano Jack Piggott. La ferrovia è stata costruita attraverso la foresta per facilitare l'accesso, ma in seguito è stata rimossa. L'industria del legno ha continuato a funzionare fino al 1991 in seguito al fatto che riguarda l'inchiesta Fraser Island Fitzgerald condotta dal giudice Gerald Edward Fitzgerald. La ricchezza dell'isola si basa sui ricchi giacimenti di rutilo, Ilmenite, zircone e di monazite. Miniere di sabbia sono state concesse dal 1950 al 1977 dopo una battaglia ambientale.

### Relitto del Maheno

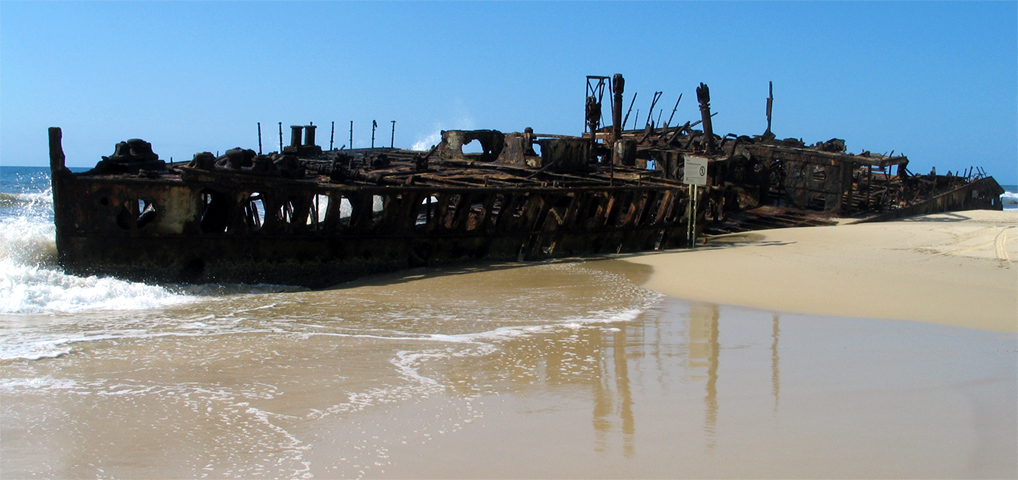
Il relitto del Maheno oggi

Un'importante pietra miliare dell'isola di Fraser è il naufragio della S.S. Maheno. La Maheno è stata originariamente costruita nel 1905 in Scozia come una nave passeggeri di lusso per il Mar di Tasman. Durante la prima guerra mondiale, la nave è servita come nave ospedale sul Canale della Manica, prima di tornare a essere una nave di lusso. Nel 1935 la nave fu avviata alla demolizione e il 25 giugno, mentre stava venendo trainata da Melbourne, si scatenò un forte ciclone. La nave andò alla deriva e pochi giorni dopo, il 9 luglio, si arenò sull'isola. Durante la seconda guerra mondiale la Maheno servì come obbiettivo di addestramento per la Royal Australian Air Force. La nave da allora si è arrugginita, con quasi tre piani e mezzo sepolti sotto la sabbia. L'arrampicata sul relitto non è permessa.

## Fauna

### Dingo

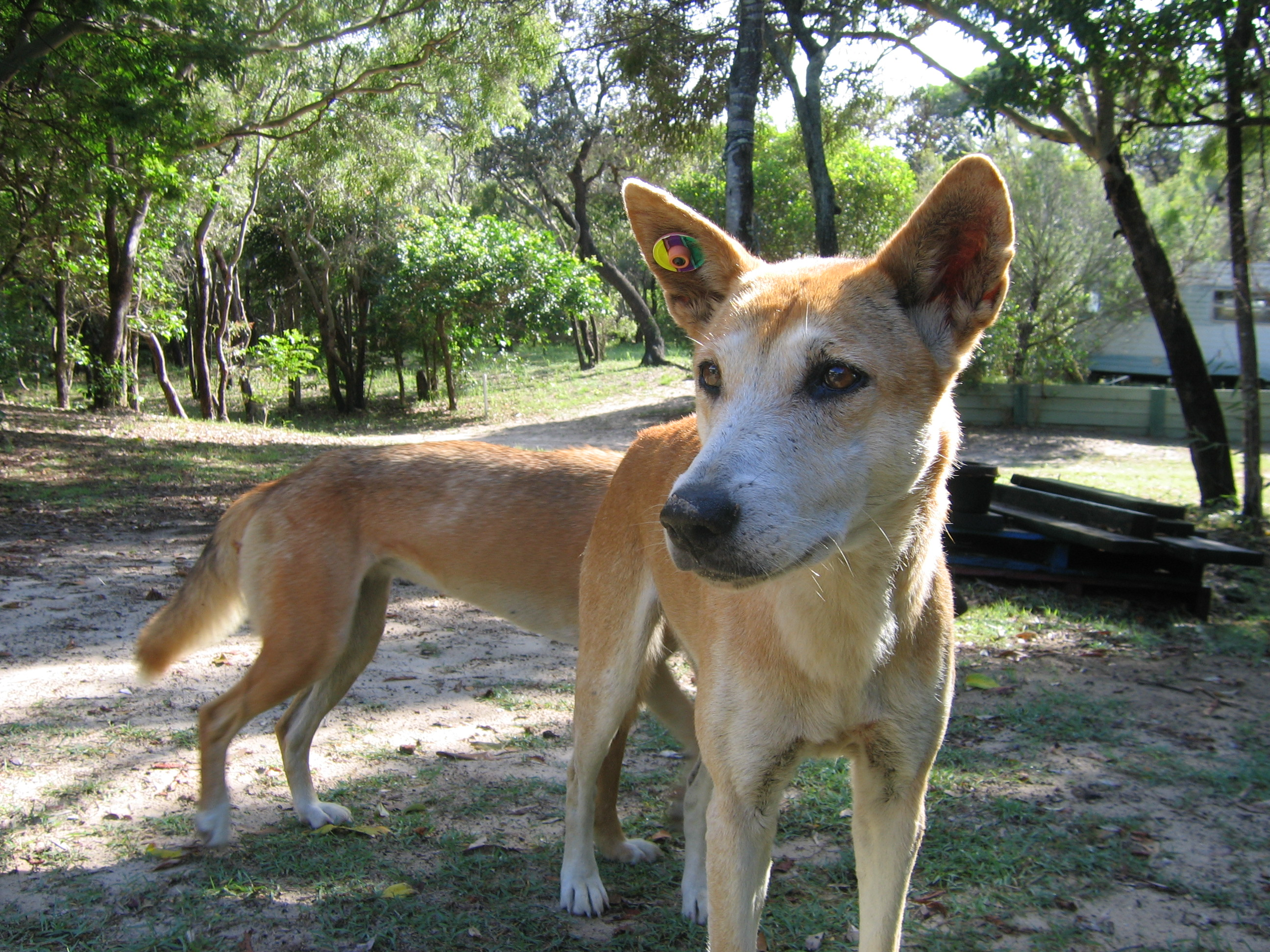
Dingo dell'Isola di Fraser (photo Silje L. Bakke)

Il dingo è molto comune sull'isola di Fraser, ma ora sono in diminuzione anche se rimangono ancora una minaccia per l'uomo. Sono alcuni degli ultimi dingo puri nell'Australia Orientale e per prevenire incroci, i cani non sono ammessi sull'isola. Non è stato registrato nessun attacco all'uomo da parte dei dingo fino al 1995. Nel mese di aprile del 2001, un ragazzo è scomparso dalla sua famiglia ed è stato ritrovato morto con indicazione di un attacco dei dingo. Quaranta dingo sono stati uccisi dalle autorità a seguito dell'incidente. Il rapporto tra gli attacchi dei dingo sugli esseri umani sull'isola di Fraser è stato documentato dal National Geographic. Attirare l'attenzione dei dingo rimane illegale. Il restante numero dei dingo sull'isola è stimato da 120 a 150 esemplari e gli avvistamenti sono sempre più rari.

### Mammiferi
Oltre ai dingo, ci sono anche piccoli canguri di palude, echidne, possum, petauro dello zucchero e volpi volanti. Non ci sono canguri sull'isola. Ci sono anche pochi cavalli selvatici.

### Anfibi e rettili
Iguana, serpenti, lucertole e rane sono tutti i presenti sull'isola. Le specie delle rane si sono adattate alle acque acide dei laghi e delle paludi sull'isola, e sono opportunamente chiamate rane acide.

### Uccelli
Ci sono più di 350 diverse specie di uccelli sull'isola. I rapaci comprendono aquile di mare, il falco pellegrino, il falco pescatore e nibbi. Altri comuni uccelli sono pellicani, sternidi, passeri, gabbiani e cacatua.

## Fonti
1. ↑  (EN) How to Pronounce K'gari, in Land Queensland, 7 giugno 2023 (archiviato dall'url originale il 20 luglio 2023).
2. ↑  (EN) Australian Associated Press, Boy in hospital after fourth dingo bite on Queensland's K'gari in as many weeks, in The Guardian, 3 febbraio 2024.
3. ↑  (EN) Traditional Owners—Butchulla people, in Queensland Government, 10 agosto 2023 (archiviato dall'url originale il 20 febbraio 2024).
4. ↑  (EN) About the name change, in Queensland Government (archiviato dall'url originale il 23 ottobre 2023).